# Lumuli
Lumuli ist ein Verwaltungsbezirk (englisch Ward) des Distrikts Iringa in der tansanischen Region Iringa.

## Geografie
Lumuli liegt im südlichen Hochland von Tansania etwa 50 Kilometer Luftlinie südwestlich der Regionshauptstadt Iringa. Der Bezirk grenzt im Nordosten an Masaka, im Osten an Mgama und Ifunda, im Süden an Isalavanu, im Westen an Wasa und im Nordwesten an Maboga. Bei der Volkszählung 2022 lebten 8463 Menschen in 2191 Haushalten auf einer Fläche von 243 Quadratkilometern.

## Gliederung
Der Bezirk besteht aus vier Gemeinden (swahili Mtaa) mit 22 Orten (Kitongoji):
| Lumuli - Kalengachwa - Kilimahewa - Kihesa - Kitemela - Kibalali - Lugema - Vikula - Kihata - Uhopela | Itengulinyi - Ipangani - Makanyagio B - Lukingita - Makanyagio A - Itengulinyi | Isupilo - Isupilo - Masumbo - Usambusi - Makanyagio | Muwimbi - Kibugumo - Ulete - Muwimbi - Gezaulole |

## Infrastruktur
- Bildung: Im Bezirk liegen zwei weiterführende Schulen.[8] Die staatliche Lumuli Secondary School ist eine Tagesschule mit einer Ausbildung bis zur 4. Stufe,[9] die St. Mary’s Ulete Secondary School wird von der römisch-katholischen Kirche geleitet und ist eine Internatsschule mit einer Ausbildung ebenfalls bis zur 4. Stufe.[10]
- Gesundheit: In den Gemeinden Lumuli, Itengulinyi und Muwimbi gibt es je eine staatliche Apotheke.[11][12][13]
- Verkehr: Durch den Bezirk verläuft die asphaltierte Nationalstraße T1, die Iringa im Nordosten mit Njombe im Südwesten verbindet.[14]